# Sääksisaari (ö i Mellersta Finland, Jämsä, lat 62,14, long 25,20)
Sääksisaari är en ö i Finland. Den ligger i sjön Salosvesi och Pettämä och i kommunen Jämsä i landskapet Mellersta Finland, i den södra delen av landet, 220 km norr om huvudstaden Helsingfors. Öns area är 0,4 hektar och dess största längd är 130 meter i sydöst-nordvästlig riktning.